# Beáta Kaňoková
Beáta Kaňoková (* 18. února 1989 Krnov) je česká herečka.
Pochází z Krnova ve Slezsku. Vystudovala Mendelovo gymnázium v Opavě, následně kulturní dramaturgii na Slezské univerzitě v Opavě a herectví (činohru) na Akademii múzických umění v Praze. V letech 2017–2018 byla v angažmá v Jihočeském divadle v Českých Budějovicích. V Městských divadlech pražských je v angažmá od sezóny 2018/19, ale spolupracovala již i se Švandovým divadlem. Veřejně známou se stala zejména rolí učitelky Karolíny Beránkové v televizním seriálu Pan profesor. Od roku 2023 ztvárňuje Evu Duškovou v seriálu Zlatá labuť, vysílaném na TV Nova a Voyo.

## Filmografie
| Rok       | Název           | Role                    | Poznámky                                 |
| --------- | --------------- | ----------------------- | ---------------------------------------- |
| 2015      | Tenkrát v ráji  | Bláža                   | filmový debut                            |
| 2017      | Dáma a Král     |                         | televizní seriál, díl: Ve víně je vražda |
| 2017      | Génius          | Johanna Fantová         | televizní seriál, díl: Kapitola pátá     |
| 2017      | Specialisté     | Anna Bornová            | televizní seriál, díl: Služby z lásky    |
| 2017      | Mordparta       |                         | televizní seriál, díl: Teambuilding      |
| 2018      | Profesor T.     |                         | televizní seriál, díl: Tamara            |
| 2019      | Cena za štěstí  | žena na ulici           |                                          |
| 2020      | Specialisté     |                         | televizní seriál, díl: Muž bez paměti    |
| 2021      | Anatomie života |                         | televizní seriál, díl: Nákaza            |
| 2021–2022 | Pan profesor    | Mgr. Karolína Beránková | televizní seriál, hlavní role            |
| 2022      | Běžná selhání   | Silva                   |                                          |
| 2022      | Hranice lásky   | Klára                   |                                          |
| 2023      | Zlatá labuť     | Eva Dušková             | televizní seriál, hlavní role            |

## Divadelní role, výběr
- 2019 Tony Kushner: Andělé v Americe, Harper Amaty Pittová / Martin Heller / Anděl Africa, Divadlo ABC, režie Michal Dočekal
- 2021 Zdena Salivarová, Marie Nováková: Honzlová, Honzlová, Divadlo Rokoko, režie Jakub Nvota
- 2021 William Shakespeare: Hamlet, Ofélie, Divadlo ABC, režie Michal Dočekal
- 2023 Elena Ferrate, April de Angelis: Geniální přítelkyně, Divadlo ABC, režie Marián Amsler

## Osobní život
Několik let tvořila pár s hercem Tomášem Havlínkem. V červenci 2019 se jim narodila dcera Judita. V únoru roku 2024 porodila syna, jehož otcem je její současný partner kameraman Tomáš Kotas. 